# Aguja de Notre-Dame de Paris
La aguja de Notre-Dame de Paris fue la flecha sobre el crucero de la catedral de Notre-Dame de Paris.
A lo largo de su historia, existieron dos flechas: la primera, construida alrededor de 1220-1230, se fue deteriorando por falta de mantenimiento y fue desmantelado a finales del siglo XVIII; la segunda, construida por Eugène Viollet-le-Duc e inaugurada en agosto de 1859, se derrumbó en abril de 2019 durante un gran incendio que devastó las techumbres de la catedral.
La posible construcción de una tercera aguja fue debatida en los meses posteriores al incendio. Finalmente se decidió su reconstrucción idéntica en julio de 2020.

## Primera aguja
Entre 1220 y 1230 se construyó la primera aguja sobre el crucero del crucero, Se basa en un "muy ingenioso y bien diseñado" sistema de marcos, según las observaciones realizadas al examinar el tocón que quedó en su ubicación, poco antes de la reconstrucción del XIX.:  todas las presiones descansan sobre los cuatro pilares del crucero. Ornamento de importancia, esta flecha también ejerce la función de campanario dotado, a principios del XVII, con seis pequeñas campanas. Se elevaba a 78 metros sobre el suelo.

En marzo de 1606, debido al viento y a la podredumbre de la armadura cayó  la gran cruz que la coronaba, que contenía reliquias colocadas en su punta. La aguja en sí comenzó a ceder a mediados del XVIII bajo la acción del viento. Fue desmantelado entre 1786 y 1792.

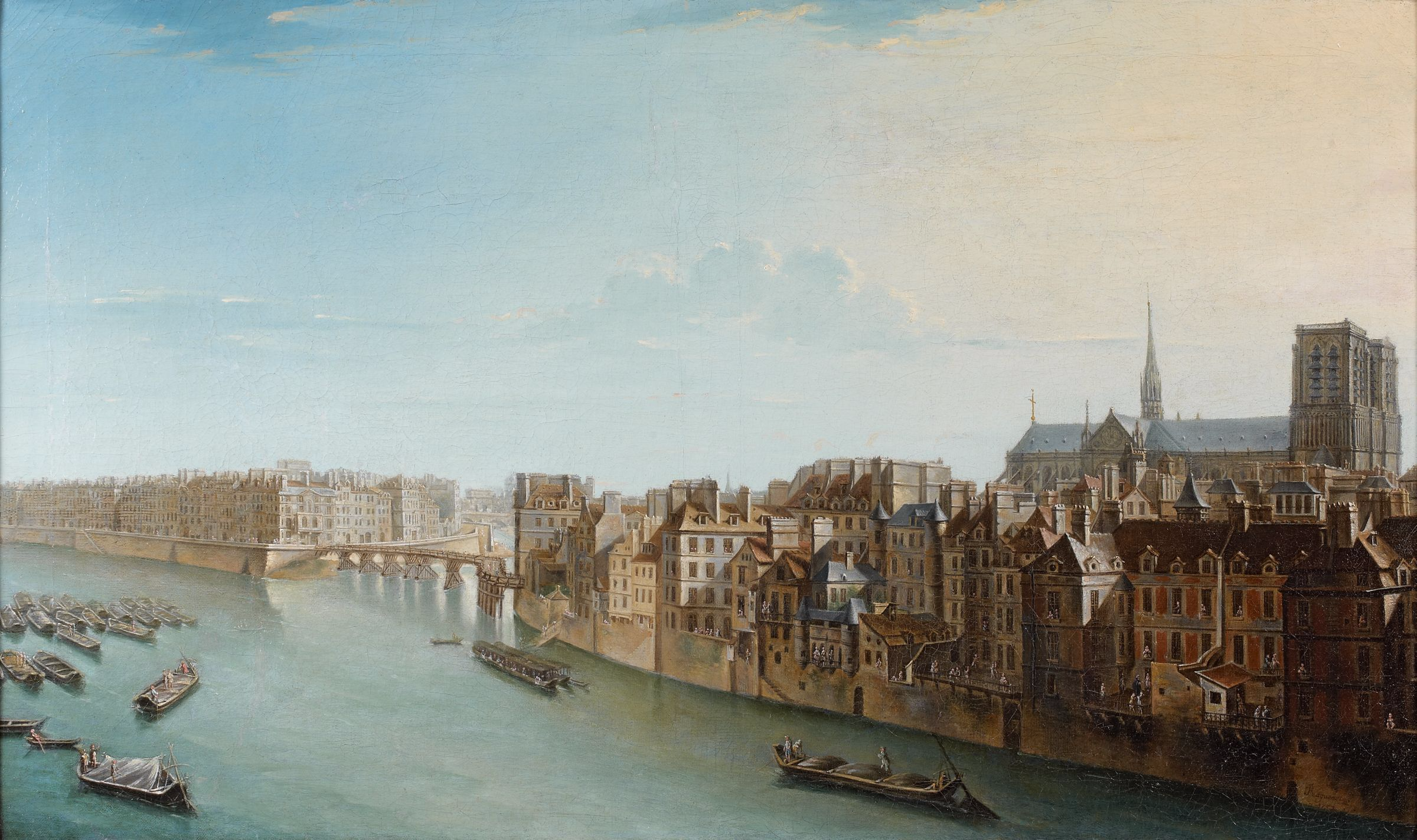
Vista de la Île de la Cité con Notre-Dame de Paris, de Nicolas-Jean-Baptiste Raguenet (1752).

## Flecha de Viollet-le-Duc
La catedral permaneció sin aguja hasta su restauración, iniciada por Jean-Baptiste Antoine Lassus y continuada, después de su muerte en 1857, por Eugène Viollet-le-Duc . Inspirada en la de la catedral Sainte-Croix d'Orléans (a su vez inspirada en la de la catedral Notre-Dame d'Amiens), la nueva aguja se realizó a mediados del XIX por Auguste Bellu — que ya había trabajado en Orleans — que realizó la estructura de madera y por los talleres Monduit, cubierta metálica. Se inaugura el 15 de agosto de 1859 .

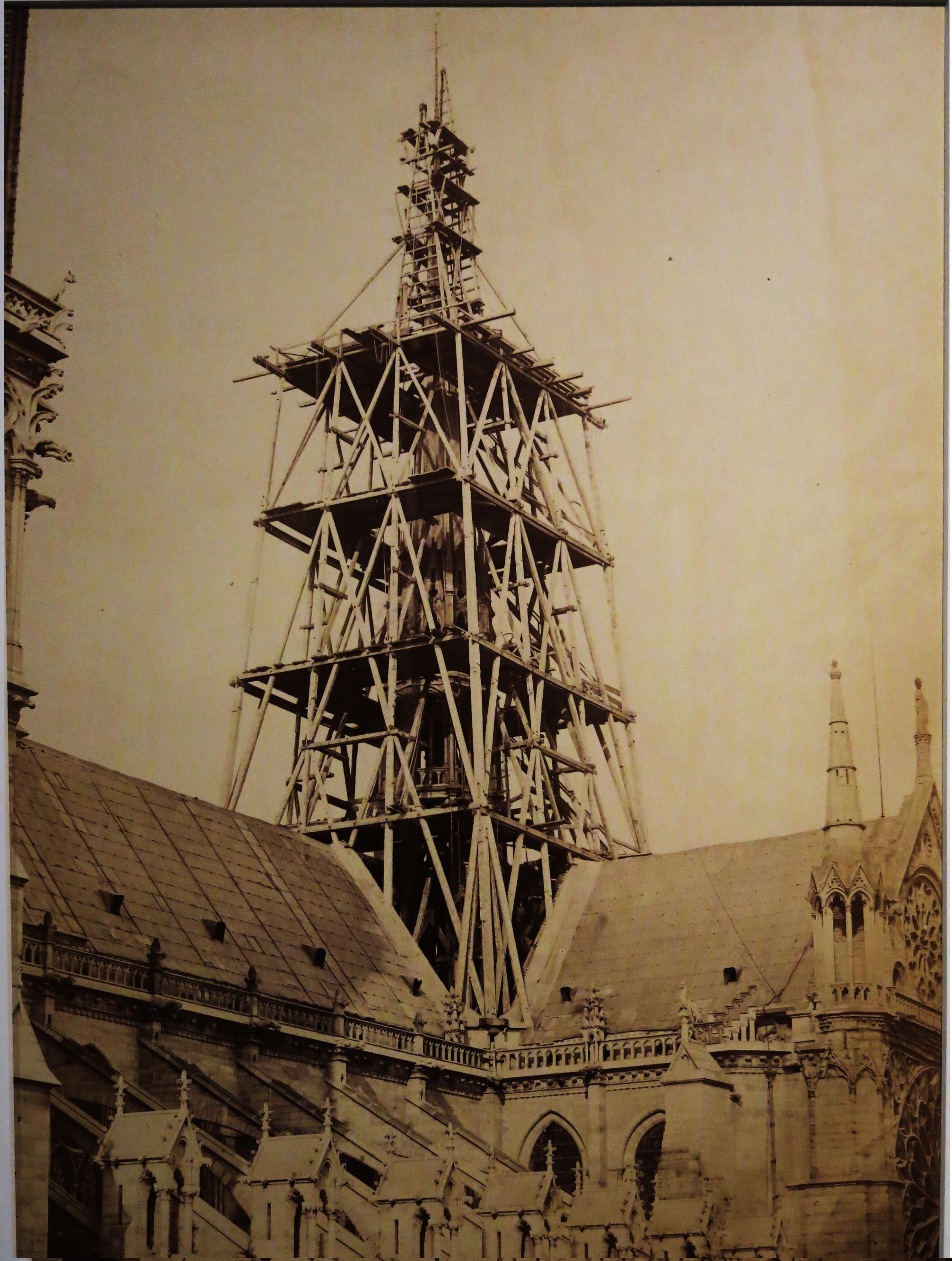
Construcción de la aguja alrededor de 1853.

### Descripción
De estilo neogótico, mide 93 metros,  21 menos que la de la catedral de Orleans. Su capa de plomo pesa unas 250 toneladas, y cubre una estructura de unas 500 toneladas, realizada íntegramente en roble de champaña.

Está rodeada por cuatro coronas con criaturas legendarias como figuras guardianas mitológicas. La galería inferior está formada por ventanas góticas de dos vías rematadas por un trébol de cuatro hojas. Los arcos están cubiertos cada uno con 21 capullos (Isaías 11.1), en reminiscencia a la patrona de la catedral como símbolo de la rosa mystica (rosa mística ), invocada en las letanías de Loreto. La galería superior se abre con ventanas de un solo riel con tracerías en forma de nariz. Entre las dos galerías, una guirnalda de intrincadas espinas de hierro cuelga alrededor de la torre, simbolizando la Santa Corona guardada en la catedral. Los gabletes que se elevan sobre la galería superior están decorados cada uno con tres hojas, una ventana de cuatro hojas y una ventana ojival final. Entre los frontones, dos coronas de pináculos se elevan sobre dos pisos. La parte superior de la torre octogonal está adornada con doce coronas de flores rastreras. Una corona de rosas (Sirac 24,18) y lirios (Cantar de los Cantares 2,2) de la Virgen María forma la conclusión de la torre, arriba, una cruz de seis metros de altura rematada por un gallo de cobre. La guirnalda de rosas puede interpretarse como una indicación del rezo del rosario, la guirnalda de lirios es generalmente un símbolo de la perpetua virginidad de María.Raoul Vergez (1976). Les illuminés de l'art royal. Presses Pocket (en francés). Julliard. p. 253-265 |página= y |páginas= redundantes (ayuda). ISBN 2-266-01325-4. VER. .

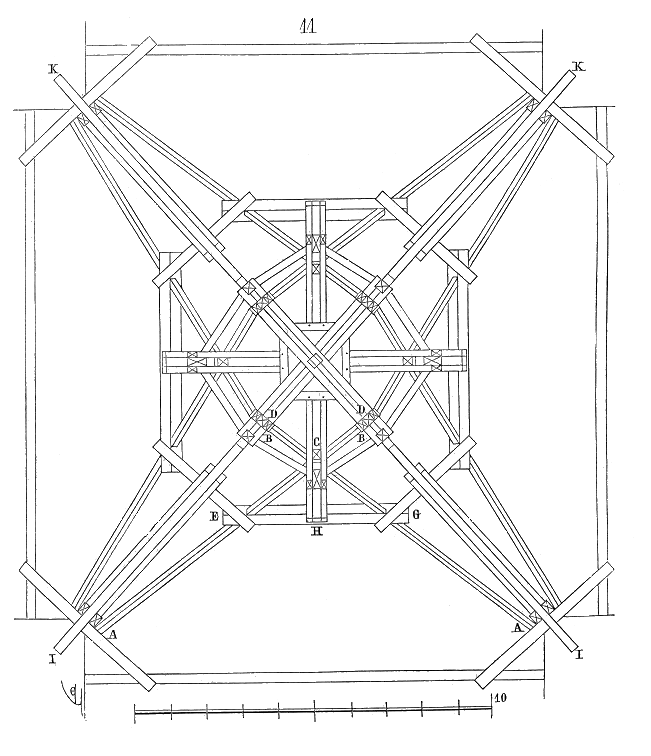
Cenital
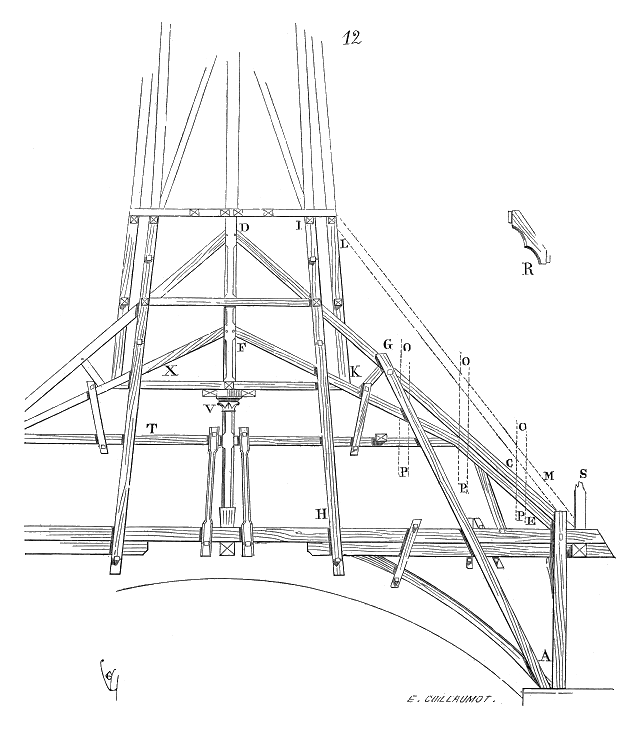
Transversal
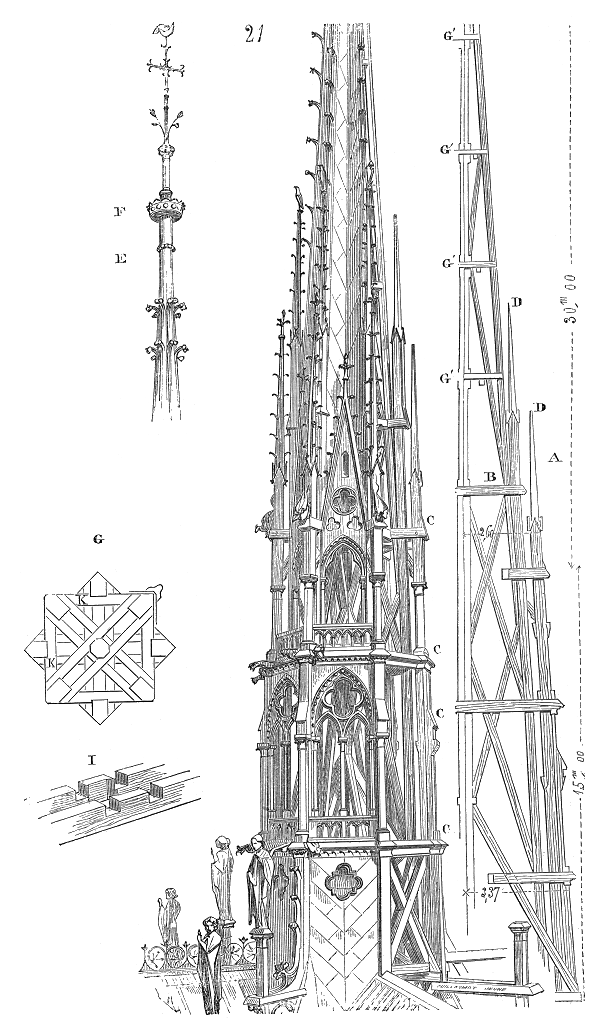
Exterior

#### Estatuas de los doce apóstoles
La aguja está enmarcada en su base, entre cada porción del techo, por estatuas monumentales de los doce apóstoles en cobre repujado. Estos se colocan uno debajo del otro, en cuatro filas de tres. Orientados hacia los puntos cardinales, cada grupo se remata con la figura de un tetramorfo que simboliza a unevangelistas : toro para Lucas, león para Marcos, águila para Juan y ángel para Mateo . Obras de Adolphe-Victor Geoffroy-Dechaume, las estatuas están inspiradas en la estética del XIII XIII . siglo Todos los apóstoles miran a París a excepción de Santo Tomás, patrón de los arquitectos. Este presenta los rasgos de Viollet-le-Duc. y se vuelve hacia la flecha, como para contemplarla. En la base del punzón central (un pilar de madera que sostiene la flecha), una placa de hierro, atornillada al terminar el trabajo, lleva el dibujo de un cuadrado y un compás cruzados, símbolo de los Compañeros y Masones por igual . así como un acrónimo a la gloria del Gran Arquitecto del Universo. Algunos deducen que Viollet-le-Duc y Bellu, ambos mencionados en la placa, eran masones. Pero la placa también incluye el nombre de Georges, un carpintero oficial, una de las ramas de la masonería. 

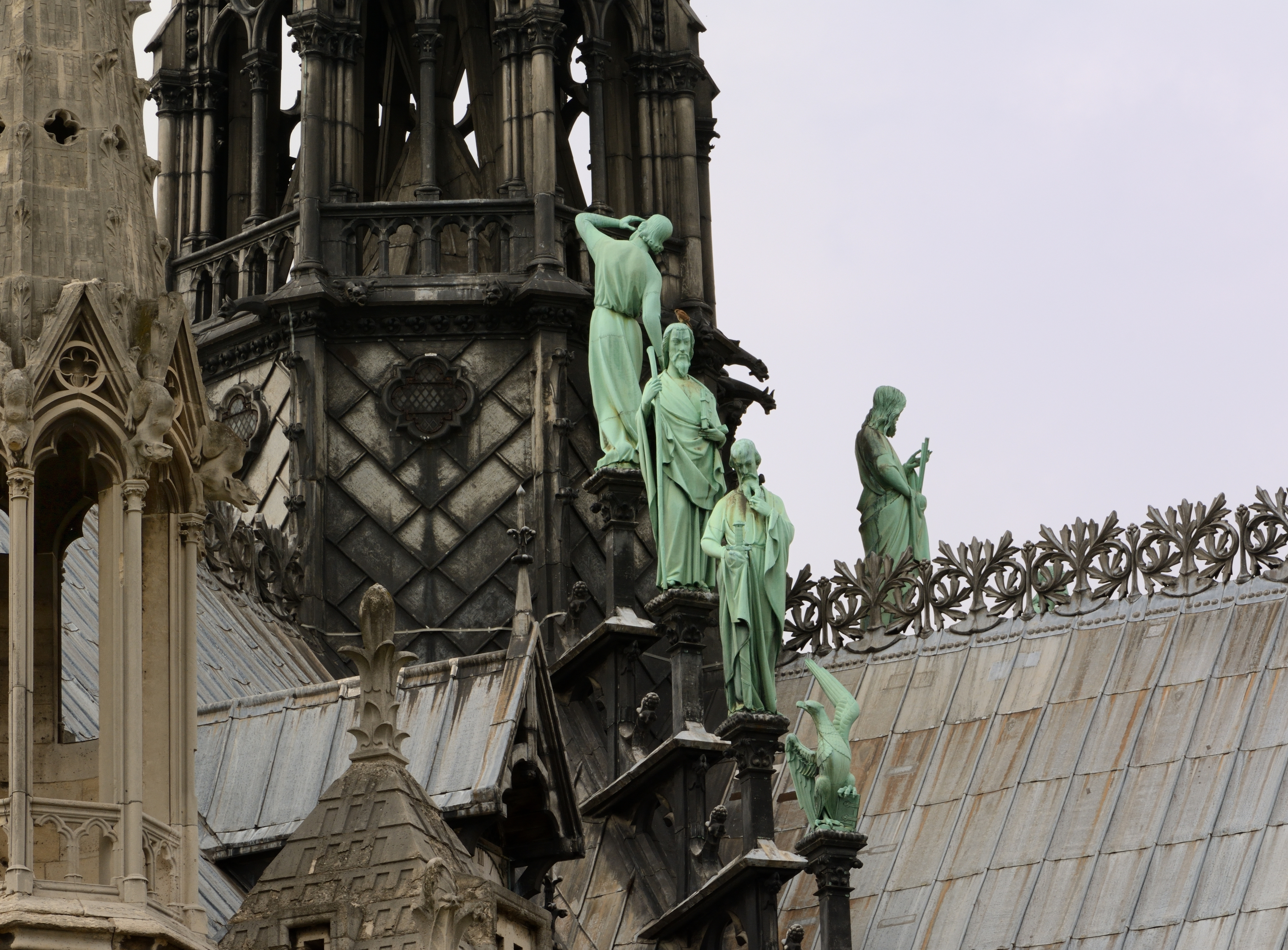
El águila de San Juan en primer plano.
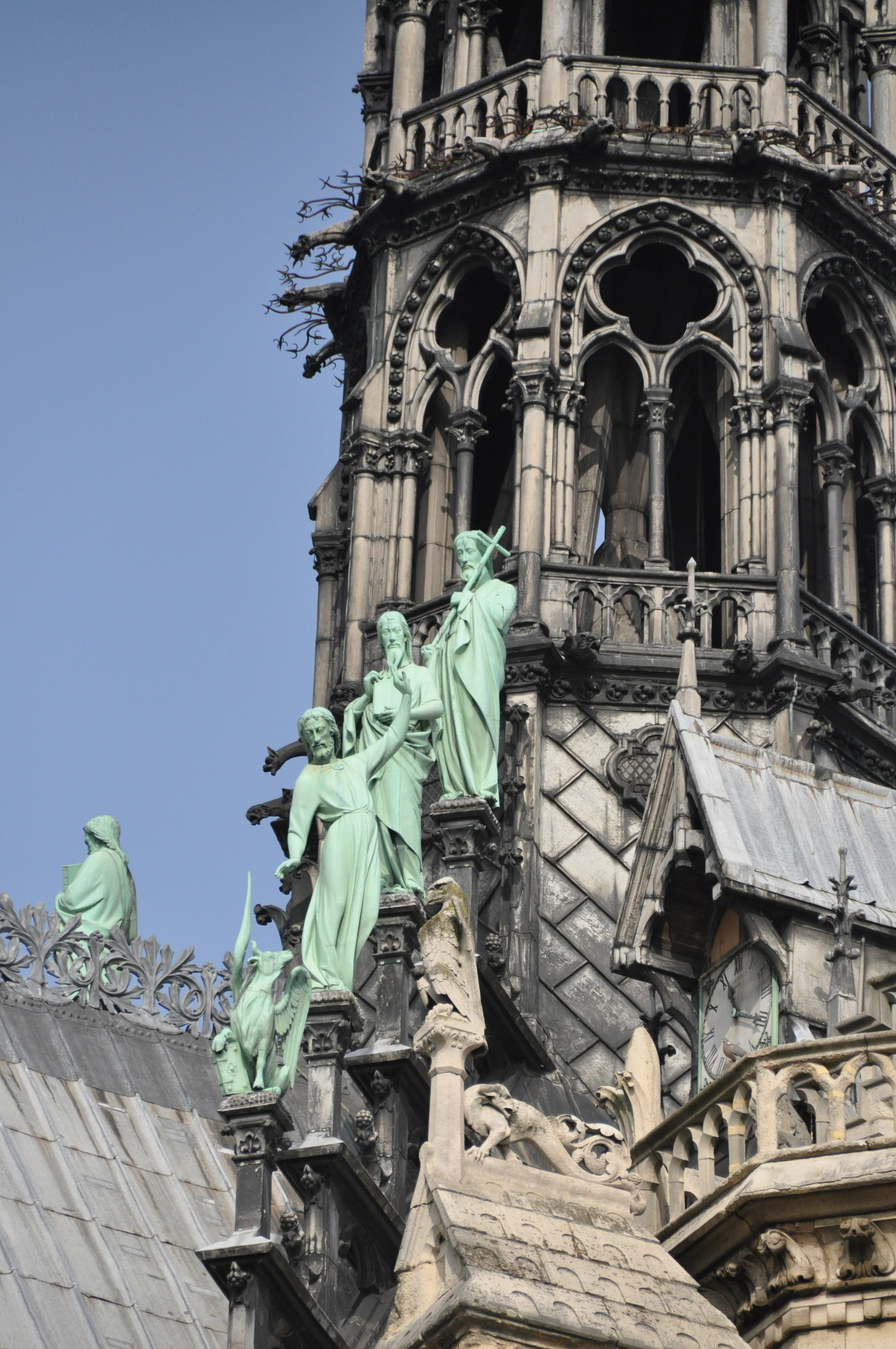
La bula de San Lucas en primer plano.
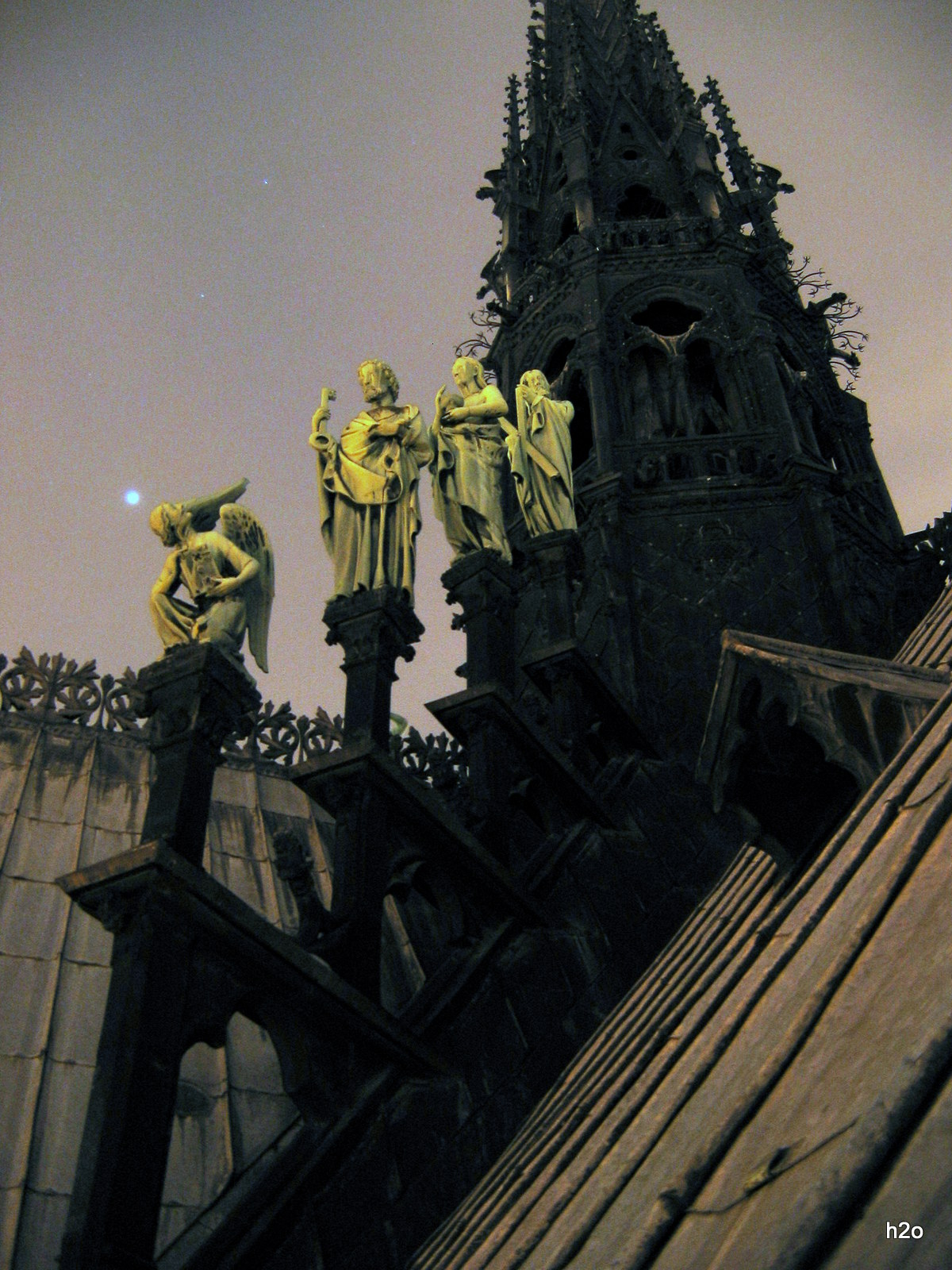
El ángel de Mateo en primer plano.
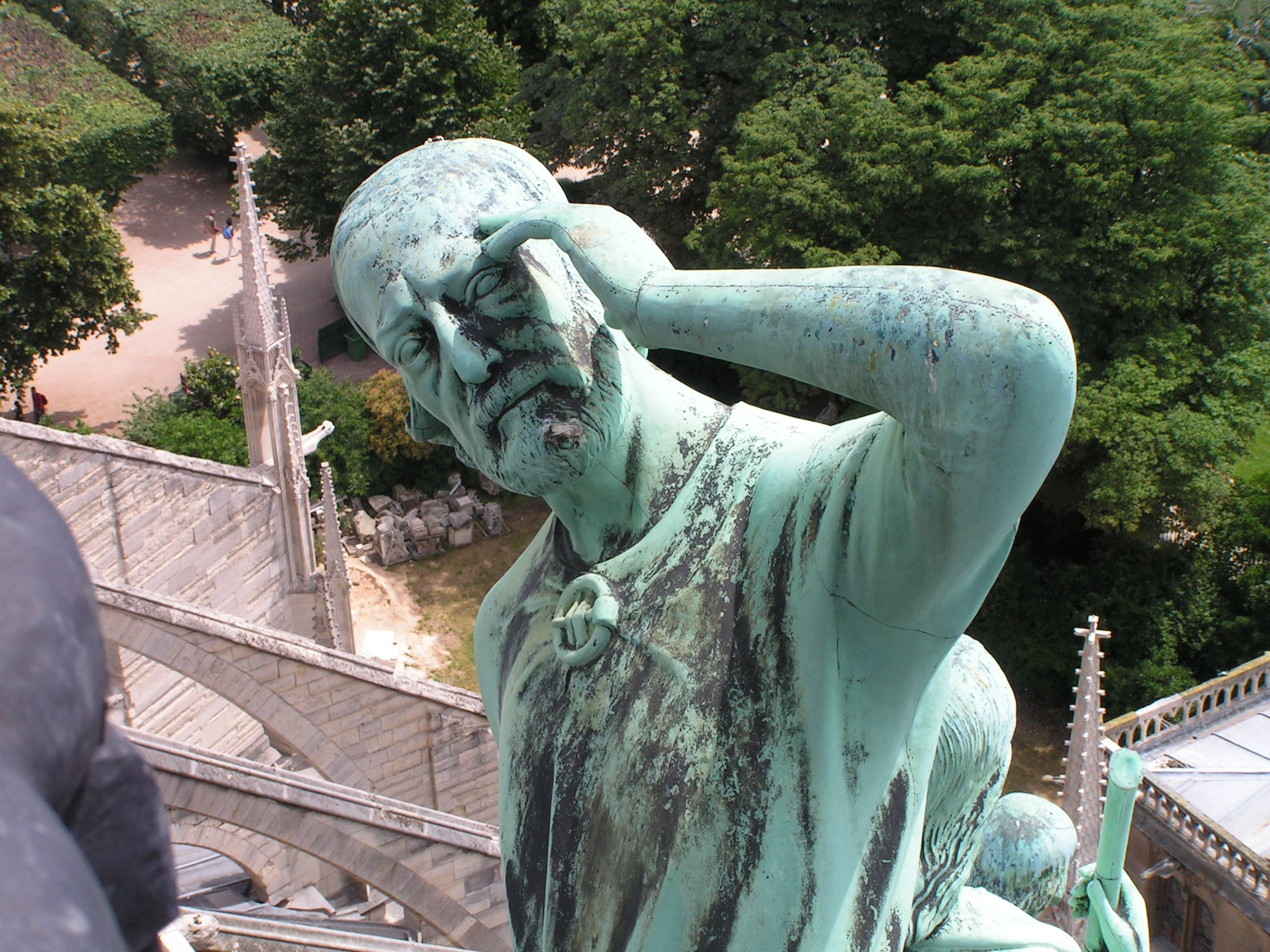
Detalle de la estatua de Santo Tomás, disfrazado de Viollet-le-Duc.

#### Gallo
El gallo de cobre repujado situado en la parte superior de la aguja, con un peso aproximado de 30 kg, también obra de Adolphe-Victor Geoffroy-Dechaume, contiene tres reliquias: un pequeño trozo de la Santa Corona, una reliquia de San Dionisio y otra de Santa Genoveva. El trozo de la Santa Corona fue colocado por Viollet-le-Duc en 1860. Después de la restauración del gallo en 1935, fue reemplazado allí por el cardenal Verdier, arzobispo de París. Por lo tanto, el gallo actuaría como un 

paratonnerre spirituel

 a los fieles.

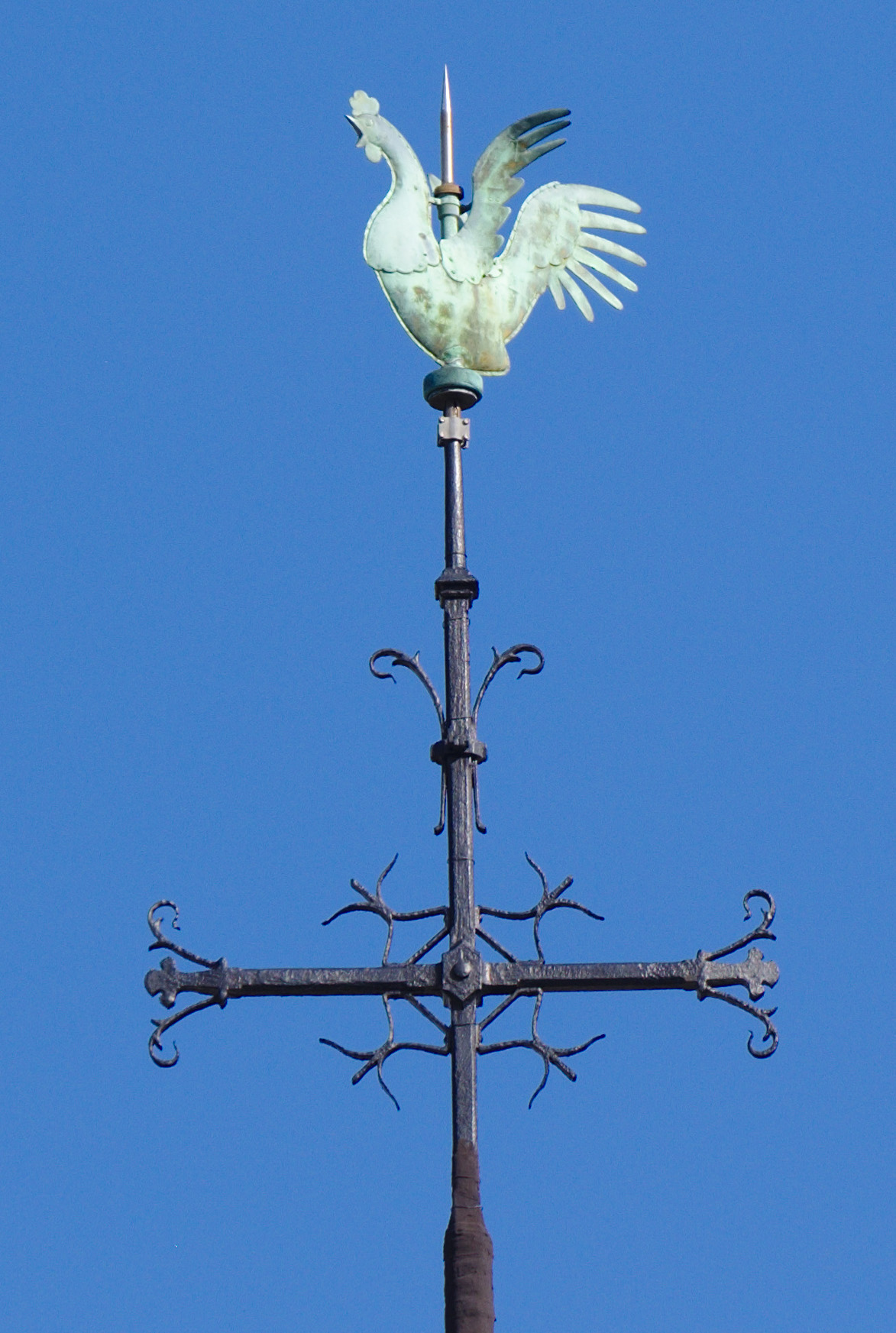
El gallo, superando una cruz direccional.
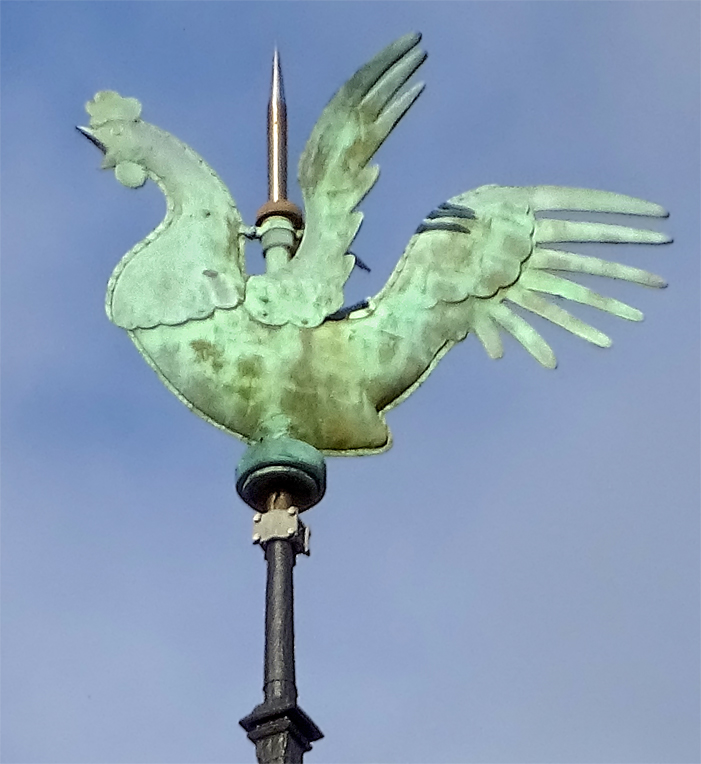
Detalle de gallo.
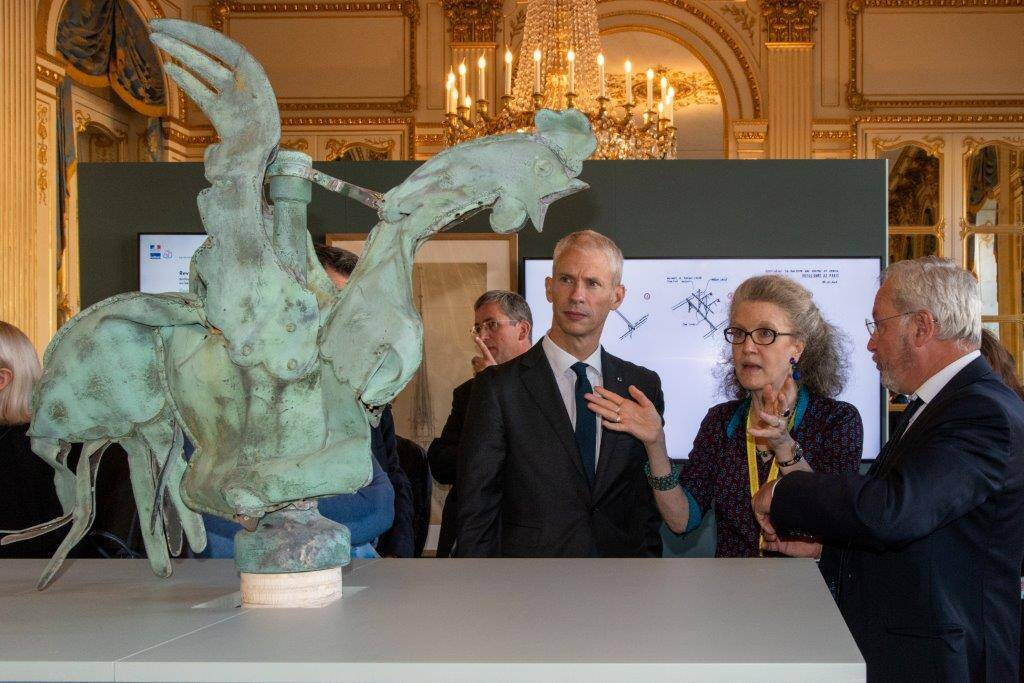
El gallo expuesto en el Ministerio de Cultura tras el incendio.

### Usos
En 1999, los activistas subieron a la torre para conmemorar el levantamiento tibetano de 1959, como lo había hecho la alpinista Chantal Mauduit en 1997. Sylvain Tesson lo escaló cien veces en la década de 1990.
Hasta su caída, la flecha es un punto de la red geodésica francesa  .

### Trabajos de restauración
Como parte de un programa global de restauración de la catedral de diez años de duración y cuyo coste se estimó en 60 millions de euros, las obras de restauración de la aguja comenzaron el 11 de abril de 2019 por la retirada, con una grúa de 80 metros, de las dieciséis estatuas transportadas a la empresa Socra del Périgord, a la que se encomendó la restauración financiada por el patrocinio. Debían ser restaurados de dos en dos en el taller, mientras que los otros catorce debían ubicarse en el coro de la catedral para ser expuestos allí durante las obras de restauración de la aguja, cuya duración prevista era de tres años a un costo de 11 millions euros.
La restauración de la catedral en la década de 1990 solo afectó a la fachada occidental. No se había trabajado en la aguja desde 1935 - 1937. Sin embargo, más de 160 altérations identificadas en el edificio habían hecho imprescindible su restauración. Roturas, desgarros, levantamiento de placas, grietas en las soldaduras han alterado la estanqueidad de su cubierta de plomo, comprometiendo la integridad de su armazón.
Además, la cubierta de plomo, al igual que las estatuas, tuvo que ser muestreada y analizada para determinar la naturaleza de la película que las recubría, no habiéndose encontrado información en los documentos relativos a trabajos de restauración anteriores. La autoridad contratante de la operación se confió al departamento de Conservación Regional de Monumentos Históricos dentro del departamento regional de asuntos culturales de Île-de-France y la gestión del proyecto al arquitecto jefe de los monumentos históricos, Philippe Villeneuve. En ese entonces, se programaría un trabajo de la misma magnitud en la aguja cada 80 ans.

### Incendio
El 15 de abril de 2019, alrededor de las 18:50, se produjo un incendio en el marco de la catedral. Rápidamente, el fuego se extendió por todo el techo. El calor, estimado en más de 800 °C, derritió el plomo que envolvía la cubierta de madera de la flecha, que pronto se enciende a su vez. Entonces el fuego emitió humos tóxicos y numerosas partículas. Para evitar cualquier riesgo de intoxicación, se evacuaron las viviendas vecinas.
La parte superior de la flecha colapso alrededor 19:45. Su caída provocó la destrucción de parte de las bóvedas de la nave, en particular la del cuarto tramo. El hundimiento de la parte inferior sobre sí misma provoca la destrucción del crucero del crucero .

Las dieciséis estatuas que rodeaban la aguja habían sido retiradas cuatro días antes, el 11 de abril de 2019 , y enviado a Socra para su restauración. Por lo tanto, no se vieron afectados por el fuego. El gallo en la parte superior de la aguja se desprendió de ella al caer. Al principio se pensó perdido, pero fue encontrado el día después del incendio. Dañado, también fue confiado a Socra. Su retiro estaba previsto para junio de 2019. 

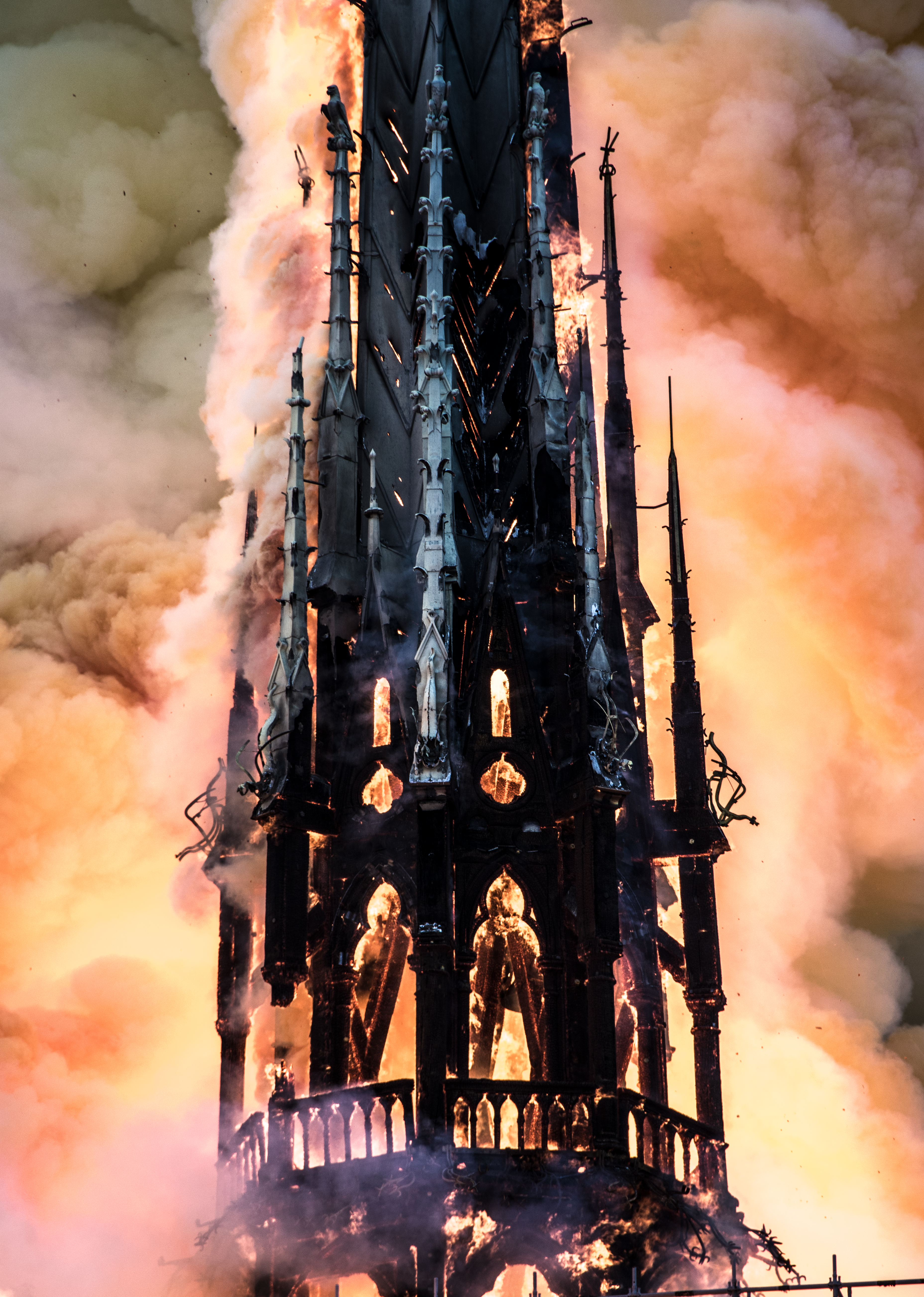
La flecha en llamas, rodeada de un fuerte desarrollo de humo.
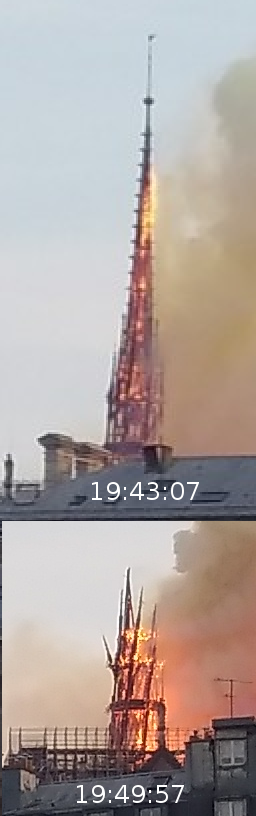
La aguja justo antes y justo después de que colapsara.

## Reconstrucción
El 17 de abril de 2019 , el primer ministro Édouard Philippe anunció el lanzamiento de un concurso internacional de arquitectura para decidir si se reconstruía la torre. De ser así, habrá que definir la naturaleza de esta reconstrucción. : idéntico al de Viollet-le-Duc o nueva estructura.
El arquitecto Jean Nouvel  expresó su opinión de que la aguja de Viollet-le-Duc se reconstruya de forma idéntica, considerando que "es parte intangible de la catedral". Por el contrario, Roland Castro inicialmente declaró que no estaba en contra de una nueva flecha, aunque luego también optó por una reconstrucción idéntica. En las semanas posteriores al incendio, varios estudios de arquitectura presentaron propuestas innovadoras para reconstruir la aguja.
El 9 de julio de 2020, se anunció que el presidente Emmanuel Macron adquirió "la convicción" que la aguja debe ser restaurada a su estado exacto antes del fuego. El concurso de arquitectura fue entonces abandonado, lo que provocó críticas de los arquitectos que denunciaron una decisión "conservadora" y "populista "del Jefe de Estado.
Para principios del 2024 trabajadores ya impermeabilizan con plomo el tejado de roble, y se espera que para el siguiente año se regrese el mobiliario, así como estatuas, otras obras de arte, y el órgano que se retiró para su restauración.

## En la cultura popular

### Pintura
Entre 1909 y 1910, el pintor Robert Delaunay realizó una serie de pinturas y acuarelas en torno a la aguja de la catedral, que asoció con la idea de la locomoción aérea. Firmó varias obras que representan la aguja vista desde arriba, detrás de la cual podemos ver los puentes de París .

La flèche dans la peinture de Robert Delaunay
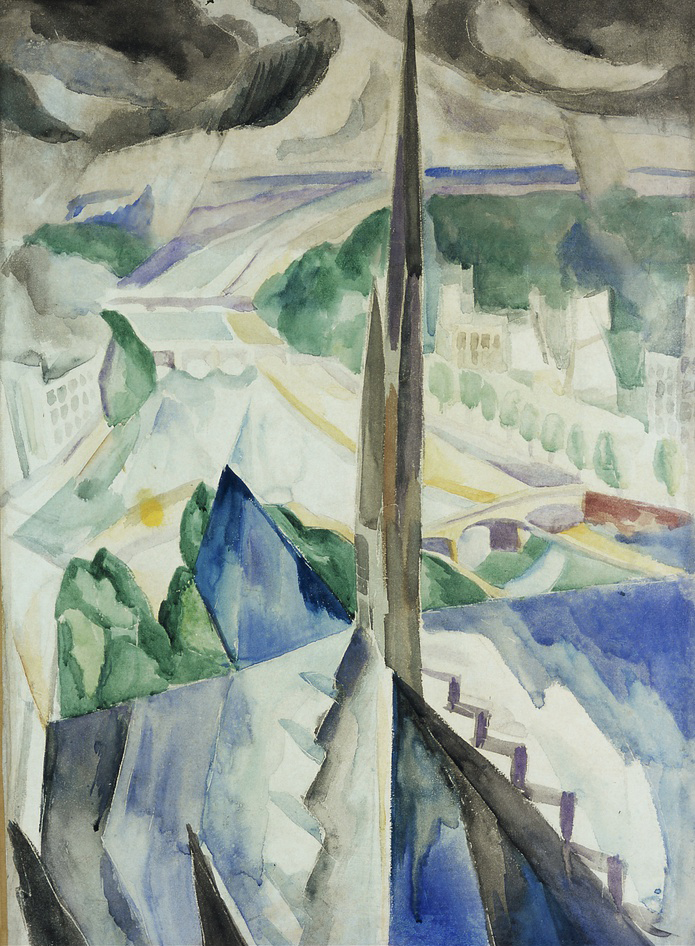
La flecha de Notre-Dame (1909), museo de Grenoble .
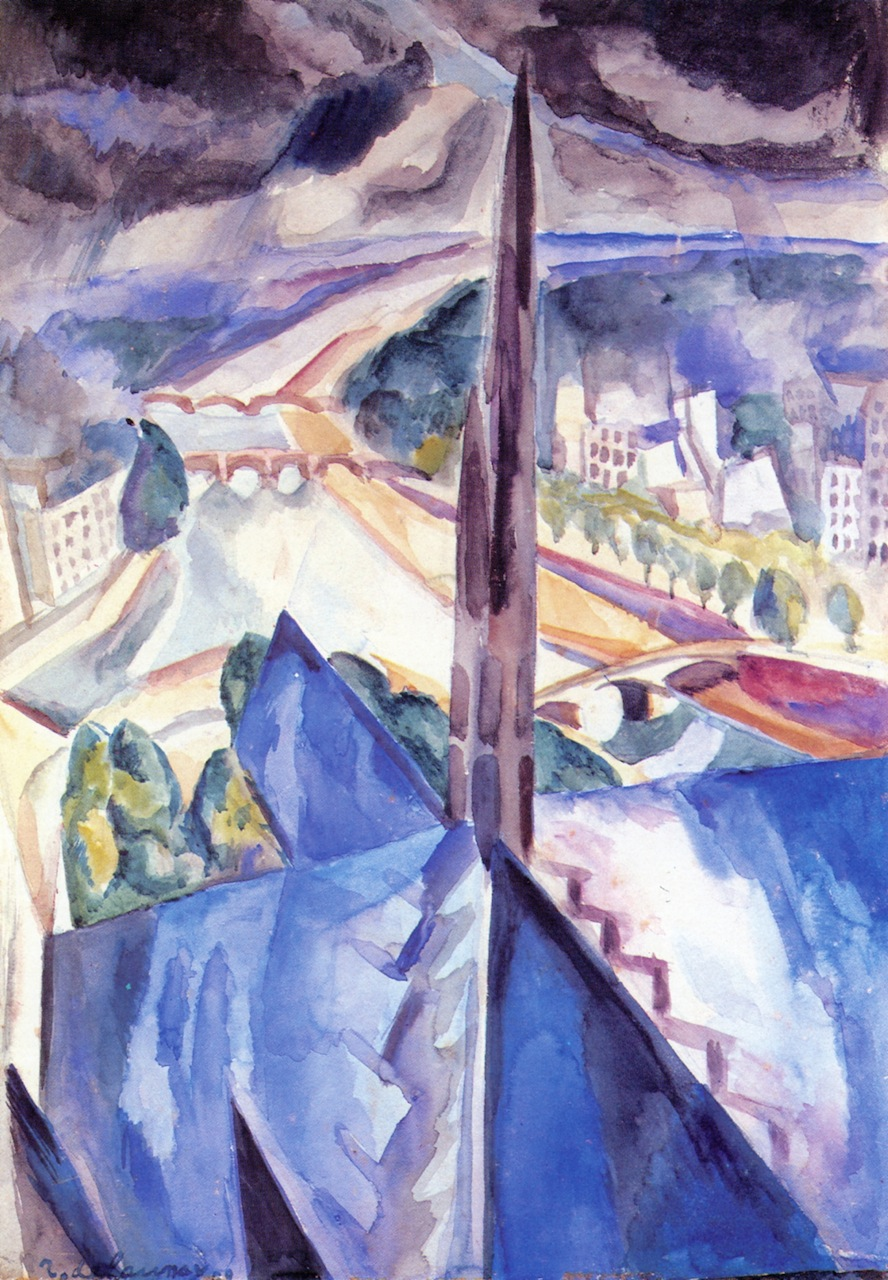
La flecha de Notre-Dame (1909), colección privada .
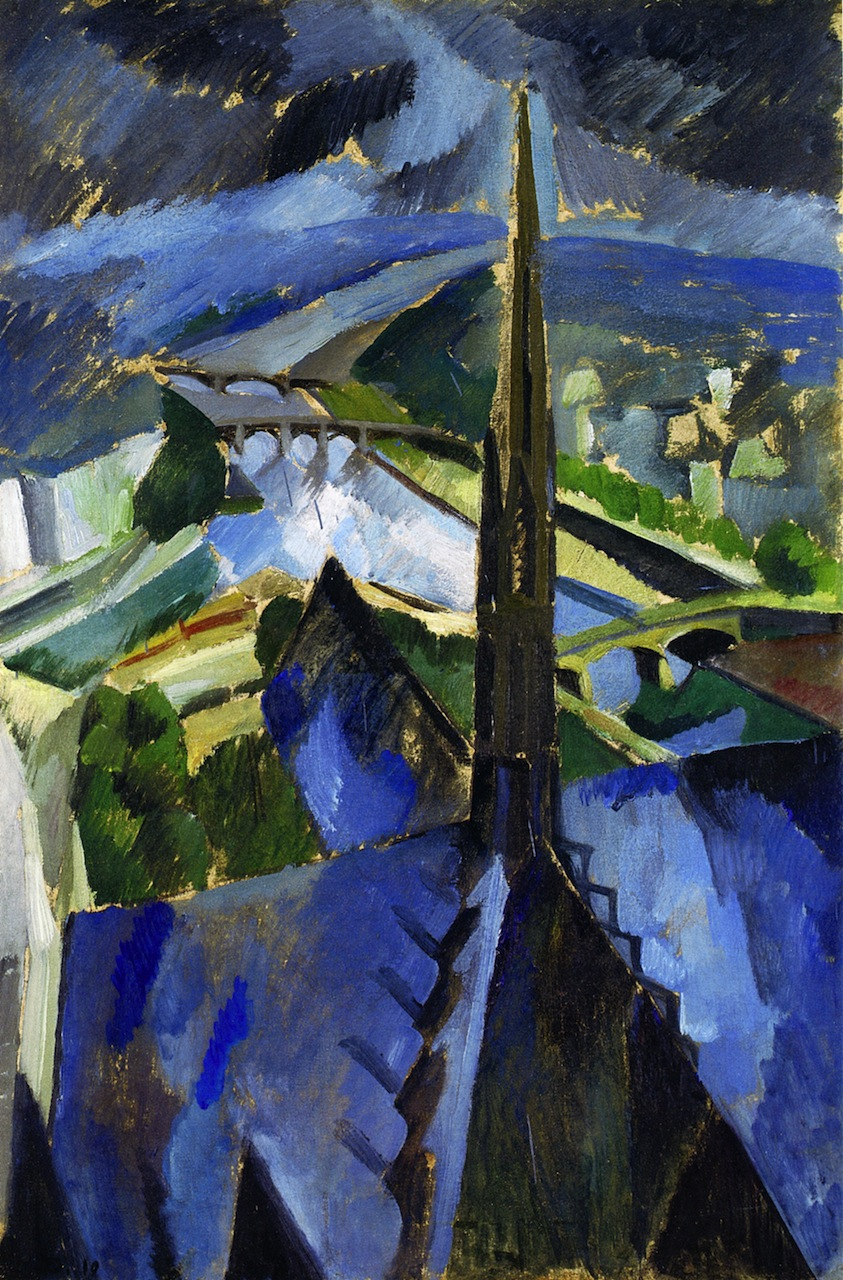
La flecha de Notre-Dame (hacia 1909-1910), colección particular.

### Música
Se menciona en la letra de la canción de 1952 Notre-Dame de Paris, escrita por Eddy Marnay, compuesta por Marc Heyral y creada e interpretada por Édith Piaf.

### Videojuegos
Aparece en el videojuego de acción y aventura Assassin 's Creed Unity, desarrollado por Ubisoft Montreal y lanzado en 2014. El edificio está representado allí de forma bastante detallada y los jugadores pueden subir por el exterior. La trama y la acción que se desarrollan durante la Revolución Francesa, la presencia de esta flecha XIX . siglo en el juego, sin embargo, es un anacronismo, asumido por el principal diseñador de decoración del juego, ya que, según ella, una representación de la torre original habría sido decepcionante para los jugadores, que en ese momento estaba dañada y a punto de romperse. ser desmantelado.

### Cine y televisión
En El jorobado de Notre-Dame, estrenada en 1996, Quasimodo sube a la aguja mientras canta Rien qu'un jour. La representación de la flecha de Viollet-le-Duc en la película de animación de los estudios Disney es también un anacronismo, la trama transcurre en 1482  .